# Le Secret de sœur Angèle
Pour plus de détails, voir Fiche technique et Distribution.
Le Secret de sœur Angèle est un film franco-italien réalisé par Léo Joannon, sorti en 1956.

## Synopsis
À Paris, sœur Angèle, diplômée en médecine, n’a pas encore prononcé ses vœux définitifs. Sa congrégation la charge de s’occuper d'enfants malades nécessiteux. Lors de l’une de ses missions, elle est témoin d’un meurtre et aperçoit le coupable s'enfuyant. On lui confie ensuite la tâche d’aller accueillir, à Marseille, les religieuses rentrant en France avec des petits orphelins eurasiens après la fin de la guerre d’Indochine. C’est là-bas qu’elle reconnaît le meurtrier, Marcello, un Italien. Il lui avoue avoir assassiné sa victime, car elle l'avait malhonnêtement exploité. Sœur Angèle va alors s’appliquer à l'amener à se livrer à la police.

## Fiche technique
- Titre d’origine : Le Secret de sœur Angèle
- Titre italien : Il segreto di suor Angela
- Réalisation :	Léo Joannon
- Scénario : Léo Joannon
- Dialogues : Léo Joannon, Roland Laudenbach
- Musique : Michel Lévine (Michel Michelet)
- Photographie : Robert Lefebvre
- Son : Antoine Petitjean
- Montage : Jeannette Berton
- Décors : Jean d'Eaubonne
- Pays d’origine :  France,  Italie
- Production :	Georges Lourau, Arys Nissotti, Pierre O'Connell
- Sociétés de production : Filmsonor (France), Regina Films (France), (Cino Del Duca (Italie)
- Directeur de production : Louis de Masure
- Date de tournage : 1955
- Tournage extérieur : Paris ; Marseille
- Format : Noir et blanc - 35 mm - 1,37:1 - Mono
- Genre : drame
- Durée : 97 minutes
- Date de sortie : 21 mars 1956, France
- Affiches : Macario Gómez Quibus (Espagne), René Péron, René Ferracci (France)

## Distribution
- Sophie Desmarets : sœur Angèle
- Raf Vallone : Marcello
- Marie Albe : la petite fille
- Mary Marquet : la supérieure de Marseille
- Emma Gramatica : sœur Thérèse
- Renaud Mary : le commissaire
- Berthe Bovy : la supérieure de Paris
- Henri Arius : le portier
- Paul Barge : un client
- René Bergeron : le commandant
- Jean Brochard : le speaker
- Aimé Clariond : le médecin chef
- Albert Dinan : l’inspecteur de Marseille
- Enrico Glori : le patron du restaurant
- Alfred Goulin : l'inspecteur de police
- Gordon Heath : le trompettiste
- Léo Joannon : le patron du bateau
- Gina Manès : la caissière
- Jacqueline Marbaux : la servante
- Jean Marconi : le mari
- Albert Michel : un infirmier
- Julienne Paroli : une sœur
- Georges Paulais : l'antiquaire
- Colette Régis : la mère
- Roger Vincent : un client
- Dany Cintra